# Mistrovství Evropy ve vodním pólu 2003
Mistrovství Evropy ve vodním pólu za rok 2003 proběhlo v Slovinsku ve dnech 6. až 15. června 2003 ve dvou městech – mužský turnaj ve městě Kranj a ženský turnaj ve městě Ljubljana.

## Česká stopa
Mužská a ženská reprezentace se na letošní mistrovství Evropy nekvalifikovala. 

## Medailisté
| Muži | Zlato | Stříbro | Bronz |
| ---- | --- | --- | --- |
| Tým  | Srbsko a Černá Hora (SCG) (Nikola Kuljača, Slobodan Nikić, Vanja Udovičić, Dejan Savić, Danilo Ikodinović, Viktor Jelenić, Vladimir Gojković, Aleksandar Ćirić, Aleksandar Šapić, Vlada Vujasinović, Predrag Jokić, Boris Zloković, Denis Šefik, Filip Filipović, Živko Gocić)                           | Chorvatsko (CRO) (Frano Vićan, Damir Burić, Hrvoje Herceg, Dubravko Šimenc, Tihomil Vranješ, Ratko Štritof, Mile Smodlaka, Teo Đogaš, Nikola Franković, Samir Barać, Igor Hinić, Elvis Fatović, Vjekoslav Kobešćak, Ivo Ivaniš, Goran Volarević)                                                  | Maďarsko (HUN) (Zoltán Szécsi, Gergely Katonás, Norbert Madaras, Zsolt Varga, Tamás Kásás, Attila Vári, Gergő Kiss, Tibor Benedek, Rajmund Fodor, Csaba Kiss, Tamás Molnár, Péter Biros, Zoltán Kovács, Barnabás Steinmetz, Ádám Steinmetz)                                                                             |
| Ženy | Zlato | Stříbro | Bronz |
| Tým  | Itálie (ITA) (Carmela Allucciová, Alexandra Araujová, Silvia Bosurgiová, Francesca Contiová, Tania Di Mariová, Melania Gregová, Erika Lavaová, Daniela Lavoriniová, Giusi Malatová, Martina Miceliová, Maddalena Musumeciová, Cinzia Ragusaová, Gabriella Scioltiová, Noémi Tóthová, Emanuela Zanchiová) | Maďarsko (HUN) (Rita Drávuczová, Ildikó Sósová, Andrea Tóthová, Krisztina Szremkóová, Ágnes Valkaiová, Anikó Pelleová, Ágnes Primászová, Mercédesz Stieberová, Anett Györeová, Erzsébet Valkayová, Zsuzsanna Tibaová, Dóra Kistelekiová, Tímea Benkőová, Edit Siposová, Krisztina Zantleitnerová) | Rusko (RUS) (Anastasija Zubkovová, Jekatěrina Salimovová, Jelena Smurovová, Galina Zlotnikovová, Ljubov Lvovová, Marija Jajnová, Natalija Šepelinová, Olga Turovová, Sofija Konuchová, Svetlana Bogdanovová, Taťjana Petrovová, Taťjana Serebrjakovová, Valentina Voroncovová, Veronika Linkovová, Jekatěrina Šišovová) |

pozn. Dva hráči ze sestav byli nehrajícími náhradníky tj. náhradníci na tribuně, nebo necestujující náhradníci připraveni na telefonu dorazit v případě zranění.